# Dufauxia simplex
Dufauxia simplex är en skalbaggsart som beskrevs av Martins och Maria Helena M. Galileo 2004. Dufauxia simplex ingår i släktet Dufauxia och familjen långhorningar.
Artens utbredningsområde är Paraguay. Inga underarter finns listade i Catalogue of Life.